# 後藤真希 SECRET LIVE at STUDIO COAST
『後藤真希 SECRET LIVE at STUDIO COAST』（ごとうまきシークレットライブアットスタジオコースト）は、後藤真希のライブビデオ。2006年10月11日に発売された。レーベルはピッコロタウン。

## 概要
- 2006年6月30日に新木場STUDIO COASTにて行われたこのシークレットライブは、シングル「ガラスのパンプス」購入者から抽選で招待されたファンが集まっていた。
- 出演していたダンサーは男性がMARO（安室奈美恵、島谷ひとみ、浜崎あゆみらのバックダンサーを務めている）、NAOTO（後にEXILEにパフォーマーとして加入）。女性がKANA（「抱いてよ!PLEASE GO ON」のPVにも出演）、RYON-RYON（後藤の振り付け担当）。
- このシークレットライブの模様は『MTV Diary』にてオンエアされ、そのディレクターズカットバージョン（シークレットライブドキュメンタリー、インタビュー等）のDVD『MTV Diary：後藤真希』が抽選でプレゼントされた。（シングル「SOME BOYS! TOUCH」に封入されていた応募券とこのDVDに封入されているハガキが必要であった）
- 特典映像で「ガラスのパンプス(Live Close-up Ver.)」と「1日ドキュメント」も収録。

## 収録曲
1. LOVE。BELIEVE IT!
2. 溢れちゃう…BE IN LOVE　＊A Passionate Mixのアレンジ
3. MC1
4. エキゾなDISCO
5. DANCE TIME
6. LIKE A GAME
7. LOVE LIKE CRAZY
8. MC2
9. ガラスのパンプス【ENCORE】
10. LOVE缶コーヒー【W ENCORE】
11. MC3
12. ガラスのパンプス